# フィン・ウルフハード
- フィン・ウォルフハード
- フィン・ヴォルフハルト

フィン・ウルフハード（Finn Wolfhard, 2002年？12月23日 - ）は、フランス人・ドイツ人・ユダヤ人の血を引くカナダ出身の俳優・ミュージシャン。また、サンローラン等の様々なブランドでキャンペーンモデルとしても活躍している。

## 活動
2013年公開、短編映画『Aftermarth』で子役としてデビューする。
2014年にテレビシリーズ『THE 100/ハンドレッド』、2015年にテレビシリーズ『スーパーナチュラル』でゲスト出演を果たす。
2016年シーズン1、2017年シーズン2が配信されたNetflixオリジナル作品『ストレンジャー・シングス 未知の世界』でマイケル・ウィーラー役でブレイク。
2017年公開のホラー映画『IT/イット “それ”が見えたら、終わり。』のリッチー・トージア役で長編映画デビューを果たす。
2018年全米公開予定『Dog days』にも出演する。
ベース・ギターを趣味とする彼はバンクーバーに拠点を置くバンド、【Calpurnia】でギターボーカルを担当していたが、2019年11月9日をもって解散。現在は元Calpurniaメンバーのマルコム・クレイグと結成したユニットバンド【The Aubreys】でギターボーカルとして活動している。
Netflixオリジナルアニメーション作品『カルメン・サンディエゴ』で相棒プレイヤー役を務める。22分の20エピソード構成され、2019年リリース予定。

## エピソード
初めて見た映画はサム・ライミ版『スパイダーマン』。これがきっかけで幼い頃から俳優を志す。
『IT/イット “それ”が見えたら、終わり。』でピエロ恐怖症のリッチー・トージア役を務める彼もピエロ恐怖症だとインタビューで明かす。
『IT/イット THE END“それ”が見えたら、終わり。』で成長したリッチー・トージア役をビル・ヘイダーが演じたのだが、実は以前インタビューで「次の作品では誰にリッチー・トージアを演じて貰いたいか」と聞かれたフィンはビル・ヘイダーの名前を挙げ、その話を聞いたアンディ・ムスキムティ監督が直々にオファーしに行きオーディションが決まった。
日本のアニメ・ゲームを好み、過去に数回プライベートで来日している。

## 出演作品

### 映画
| 公開年 | タイトル                                                          | 役名                                 | 備考                       |
| ------ | ----------------------------------------------------------------- | ------------------------------------ | -------------------------- |
| 2013   | Aftermath                                                         | Young Charles                        | 自主映画                   |
| 2013   | The Resurrection                                                  |                                      | 自主映画                   |
| 2017   | IT/イット “それ”が見えたら、終わり。 It                           | リッチー・トージア                   |                            |
| 2018   | Dog Days                                                          | Tyler                                |                            |
| 2019   | IT/イット THE END “それ”が見えたら、終わり。 It Chapter Two       | 少年期のリッチー・トージア           |                            |
| 2019   | ザ・ゴールドフィンチ The Goldfinch                                | ティーンの頃のボリス・パヴリコフスキ |                            |
| 2019   | アダムス・ファミリー The Addams Family                            | パグズリー・アダムス                 | 声の出演                   |
| 2020   | ザ・ターニング The Turning                                        | マイルズ・フェアチャイルド           |                            |
| 2021   | How It Ends                                                       | Ezra                                 | カメオ出演                 |
| 2021   | ゴーストバスターズ/アフターライフ Ghostbusters: Afterlife         | トレヴァー                           |                            |
| 2022   | 僕らの世界が交わるまで When You Finish Saving the World           | ジギー                               |                            |
| 2022   | ギレルモ・デル・トロのピノッキオ Guillermo del Toro's Pinocchio   | キャンドルウィック                   | 声の出演                   |
| 2023   | Hell of a Summer                                                  | クリス                               | 兼共同監督・共同脚本・製作 |
| 2024   | ゴーストバスターズ/フローズン・サマー Ghostbusters: Frozen Empire | トレヴァー・スペングラー             |                            |
| TBA    | The Legend of Ochi                                                |                                      | ポストプロダクション       |
| TBA    | SNL 1975                                                          |                                      | 撮影中                     |

### テレビ
| 放映年    | タイトル                                                                           | 役名               | 備考                                      |
| --------- | ---------------------------------------------------------------------------------- | ------------------ | ----------------------------------------- |
| 2014      | THE 100/ハンドレッド The 100                                                       | ゾラン             | 第2シーズン第4話「救いの手」              |
| 2015      | スーパーナチュラル Supernatural                                                    | ジョーディ         | 第11シーズン第5話「仕組まれた幽霊屋敷」   |
| 2016-     | ストレンジャー・シングス 未知の世界 Stranger Things                                | マイク・ウィーラー | 計25話出演                                |
| 2017      | Young Math Legends                                                                 | Young Gauss        | Animated shorts by Flatland on VHX        |
| 2019-2021 | カルメン・サンディエゴ Carmen Sandiego                                             | プレーヤー         | 声の出演 Netflixアニメシリーズ 計20話出演 |
| 2019-2021 | カルメン・サンディエゴ: 運命のミッション Carmen Sandiego: To Steal or Not to Steal | プレーヤー         | 声の出演                                  |
| 2023      | スコット・ピルグリム テイクス・オフ Scott Pilgrim Takes Off                        |                    | 1エピソード                               |
| TBA       | New-Gen                                                                            |                    | 声の出演                                  |